# Fernando González de Lara

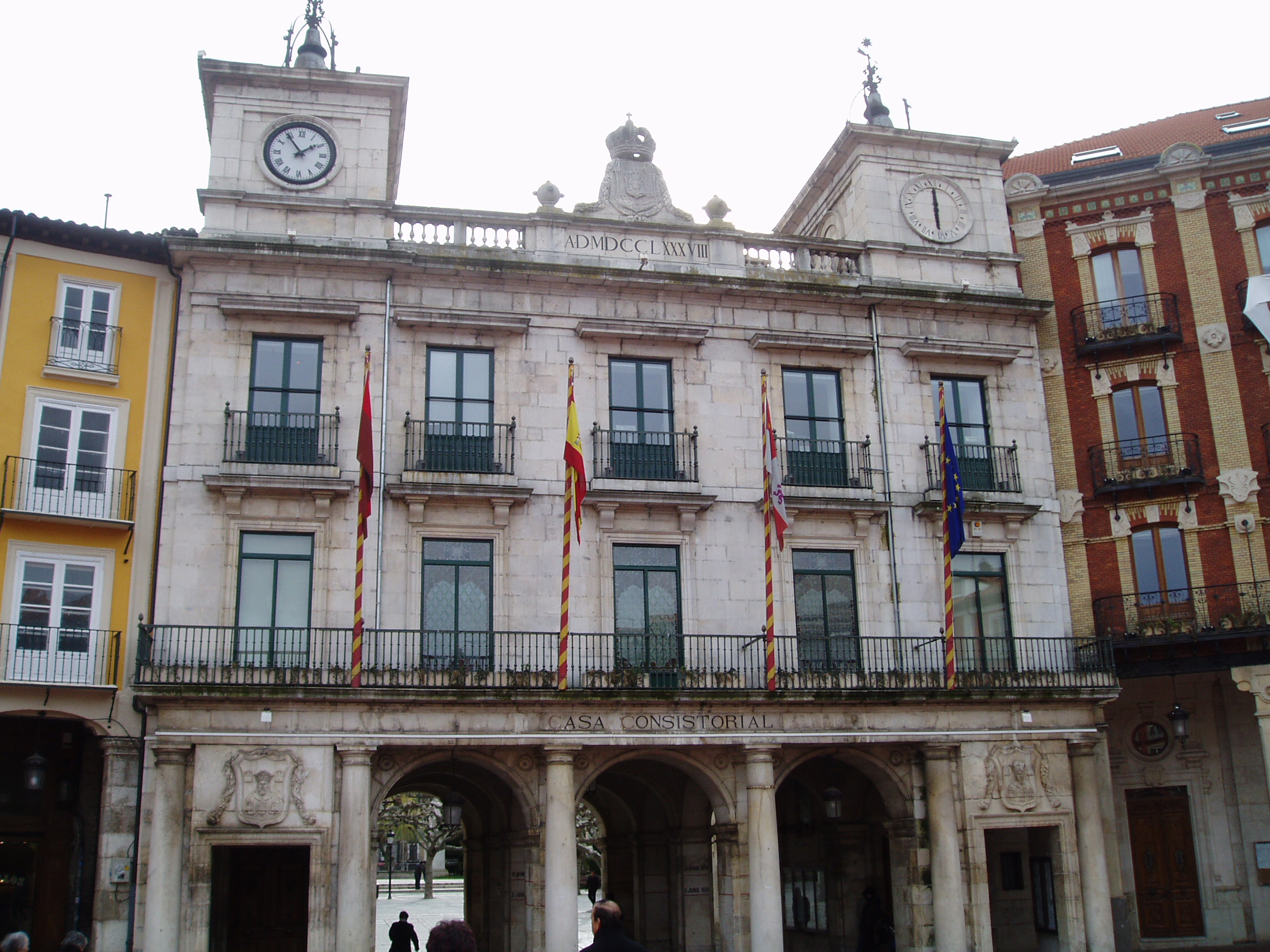
Casa Consistorial de Burgos (1791), obra de Fernando González de Lara.

Fernando González de Lara (Ciadoncha, 1724-Burgos, 1796)  fue un escultor y arquitecto español, de estilo tanto barroco como neoclásico.
Se formó en Valladolid, donde realizó el retablo mayor de la Iglesia del Salvador, pero a finales de la década de 1750 ya estaba establecido en Burgos, ciudad en la que desarrollaría casi toda su carrera y donde permaneció hasta su muerte. Tras tener un enorme prestigio como escultor y, sobre todo, como arquitecto (desde 1772 era arquitecto supernumerario de la Real Academia de Bellas Artes de San Fernando y, a partir de 1777, arquitecto académico de mérito), sus últimos años sufrió una merma de prestigio. Murió ciego y con apuros económicos y está enterrado en la Iglesia de San Cosme y San Damián de Burgos.

## Casa Consistorial de Burgos
En 1784 inició las obras del nuevo ayuntamiento de Burgos, situado en el solar de la antigua Puerta de Carretas, arco de la muralla que comunicaba el Paseo del Espolón con la Plaza del Mercado Menor. El diseño de González de Lara fue sometido a la aprobación y correcciones de la Real Academia de Bellas Artes de San Fernando y de su director, el arquitecto Ventura Rodríguez. Se utilizó piedra de Hontoria de la Cantera (piedra utilizada tradicionalmente en los grandes edificios burgaleses, como su catedral), consta de un primer cuerpo columnado, dos pisos con balcones y dos torres (la de la izquierda con reloj). Las obras terminaron en 1791 y el 17 de julio de ese año se inauguró el edificio: a partir de esa fecha el consistorio burgalés dejó de reunirse en el Arco de Santa María para hacerlo en la nueva Casa Consistorial (denominación que aparece grabada en el friso inferior del edificio). Esta obra significó el inicio de la renovación urbana de esa parte del caserío. En 1784, el industrial Antonio Tomé sufragó una estatua de bronce del rey Carlos III que se colocó frente a la fachada consistorial. El propio González de Lara fue el encargado de organizar la ceremonia de inauguración.

## Obras en laCatedral de Burgos

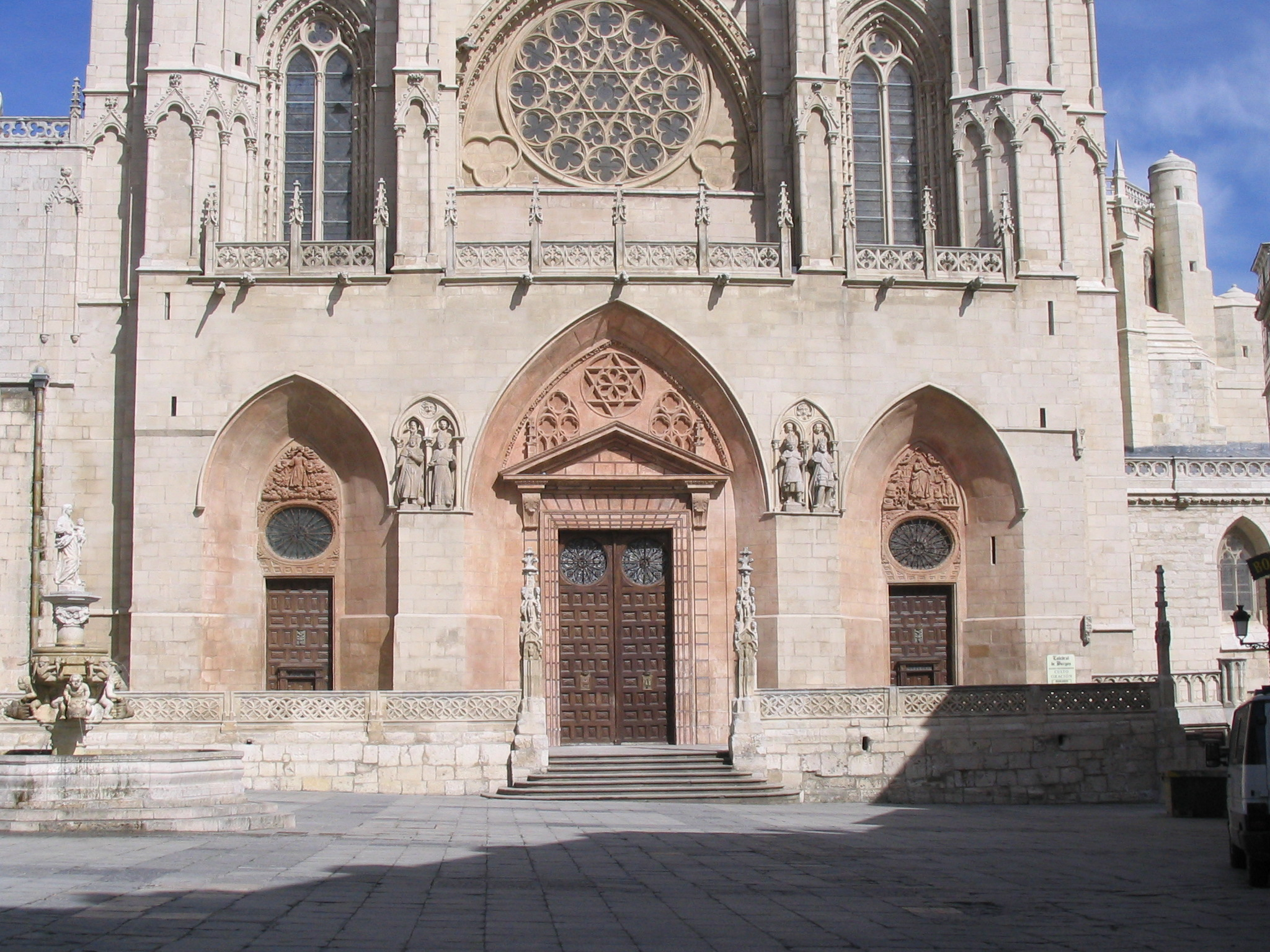
Portada principal de la catedral de Burgos tras la retirada de la estatuaria gótica y la reforma de González de Lara.

González de Lara intervino en numerosas obras, a menudo ejecutando trazas ajenas. Así, construyó en 1756 el retablo de la capilla de San Juan de Sahagún siguiendo un diseño de José Cortés y edificó la nueva capilla de las Reliquias (1761-1763) sobre los planos de fray José de San Juan de la Cruz. En 1772 realizó el retablo mayor de la Capilla de Santiago. En 1789 renovó el embaldosado interior del templo. En 1790 retiró los restos (muy deteriorados) de estatuaria gótica que quedaban en el cuerpo inferior de la Puerta del Perdón de la fachada principal y construyó la nueva portada neoclásica, cuyo resultado fue muy polémico para sus propios contemporáneos.

## Otras obras
Edificó la Cárcel Real de Burgos (diseñada por Francisco Alejo de Miranda). El proyecto fue aprobado en 1774 por Carlos III, pero fue derribada en la segunda mitad del siglo XIX para edificar el actual palacio de la Diputación Provincial de Burgos. 
También en Burgos, diseñó en 1796 el "Teatro Viejo", primer edificio de la ciudad construido expresamente para representar obras teatrales. Ya sin uso hacía décadas, este edificio fue comprado por el Ministerio de Guerra en 1903 junto con los solares adjuntos para que fuese sede del Cuerpo de Ingenieros y Cartografía militar. Mantuvo su uso hasta la década de 1990 y fue vendido a finales de 2021 a la Tesorería de la Seguridad Social.
También diseñó el retablo mayor de la iglesia de San Martín de Casalarreina, ejecutado en 1789 por Tomás Díez de Mata.
En 1758 esculpió dos esculturas situadas en el presbiterio de la Colegiata de Lerma que representan a San José con el niño Jesús y a la Inmaculada.